# 151 (nombre)
Cet article concerne le nombre 151. Pour les années, voir 151 et 151 av. J.-C. Pour les lignes de transports en commun voir Ligne 151 .
Le nombre 151 (cent-cinquante-et-un, cent cinquante-et-un ou cent cinquante et un) est l'entier naturel qui suit 150 et qui précède 152.

## En mathématiques
Cent cinquante et un est :
- le 36e nombre premier,
- jumeau avec 149,
- sexy avec 157,
- palindrome,
- un nombre décagonal centré,
- un nombre chanceux.

## Dans d'autres domaines
Cent cinquante et un est :
- le nombre total d'espèces de Pokémon dans les versions de première génération, en comptant Mew et Mewtwo.[réf. nécessaire]
- le numéro du colorant alimentaire de synthèse E151 (noir) appelé Noir brillant BN.